# Nikolaj Konstantinovič Čerkasov
Nikolaj Konstantinovič Čerkasov (27. července 1903 Petrohrad – 14. září 1966 Leningrad) byl sovětský herec. Proslavil se svými rolemi v historických filmech z let 1935 až 1940, včetně hlavních rolí v Ejzenštejnových filmech Alexandr Něvský a Ivan Hrozný.

## Život
Narodil se v Petrohradě v rodině železničního zaměstnance. V dětství ho lákala hudba, hrál na klavír, navštěvoval koncerty a operní představení. Přál si být hudebníkem nebo hercem. Po maturitě na gymnáziu studoval hereckou školu a hrál také epizodické role v představeních pořádaných Mariinským divadlem, jejichž náměty byly poplatné tehdejší revoluční době: Internacionála (1919), Tajemství osvobozené práce (1920), Světová komuna (1920), Dobytí Zimního paláce (1920).
V roce 1926 absolvoval institut múzických umění a začal hrát v Leningradském divadle mládeže. Se spolužáky založil malou pantomimickou skupinu a s parodickým pořadem Pat, Patachon a Charlie Chaplin vystupovali po celé zemi. Dostal také první role ve filmu (Car a básník, Můj syn).
V roce 1929 se oženil s herečkou Ninou Nikolajevnou Weitbrechtovou (1907-1980). Měli 3 děti, dcery zemřely v dětském věku. Zůstal jen syn Andrej, nar. 1941.
Čerkasov byl v letech 1929–1931 členem hudebního divadla, ale potom přešel do nově založeného činoherního souboru Komedie. Od roku 1935 se jeho domovskou scénou stalo Alexandrinské divadlo, kde pracoval celých třicet let. Vytvořil tam mnoho rolí, mezi nimiž vyniká zejména Don Quijote v dramatizaci Michaila Bulgakova.
S nástupem zvukového filmu se rozvíjela i jeho filmová kariéra. Čerkasovův výkon v hlavní roli filmu Profesor Poležajev (1937) upoutal pozornost známých režisérů a přinesl mu další příležitosti. Krátce po sobě vystupoval ve filmech pojednávajících o významných postavách ruské historie, například Petr Veliký, Alexandr Něvský nebo Lenin v roce 1918. Za účinkování v těchto filmech mu byl udělen v roce 1939 Leninův řád. Po druhé světové válce s režisérem Ejzenštejnem znovu spolupracoval na filmu Ivan Hrozný.  V roce 1957 vytvořil postavu Dona Quijota ve stejnojmenném filmu režiséra Grigorije Kozinceva, který získal Zlatou palmu na festivalu v Cannes.
Po druhé světové válce byl zvolen poslancem Nejvyššího sovětu SSSR. Činný byl i literárně.
Roku 1941 mu byla udělena Státní cena Sovětského svazu a o šest let později (1947) titul Lidový umělec Sovětského svazu. Vedle toho získal též Leninovu cenu, Stalinovu cenu či Leninův řád.
Čerkasov zemřel 14. září 1966 v Leningradě na srdeční selhání a pohřben je na Tichvinském hřbitově v Alexandro-Něvské lávře.